# Joracy Camargo
Joracy Schafflor Camargo (Rio de Janeiro, 18 de outubro de 1898 — Rio de Janeiro, 11 de março de 1973) foi um dramaturgo, teatrólogo, jornalista, cronista e professor brasileiro membro da Academia Brasileira de Letras.
Filho de João Drummond Camargo e de Julieta Schafflor Camargo, fez o curso primário na escola Ramiz Galvão e o ginásio no Colégio Americano-Brasileiro e Ginásio Federal. Formou-se em ciências jurídicas e comerciais pelo Instituto Comercial do Rio de Janeiro.
Começou no teatro aos catorze anos, como ator amador.  Estreou como autor com a revista Me leva, meu Bem. Integrou a equipe de Álvaro Moreira no Teatro de Brinquedo. Primeiro dramaturgo brasileiro a abordar questões do proletariado, embora de modo ingênuo. Temática que já se insinuava em O Bobo do Rei (1930) e se torna explícita em Deus lhe pague (1933), peça encenada por Procópio Ferreira que se tornou o maior sucesso do teatro brasileiro na primeira metade do século XX e, primeira peça teatral brasileira encenada no exterior, alcançou prestígio internacional, sendo adaptada para o cinema na Argentina. Seu maior sucesso, Deus lhe pague, foi representada mais de 15.000 vezes no Brasil.
Outras peças do autor foram Menina dos Olhos (1928), Anastácio (1936), Maria Cachucha (1937) e Figueira do Inferno (1954).
Eleito para a Academia Brasileira de Letras em 1967, na sucessão de Viriato Correia - cadeira 32. Foi professor de teatro e letrista de música popular.

## Livros
- Getúlio Vargas e a Inteligência Nacional, 1940.
- O Teatro Soviético. RJ: Ed Leitura, 1945 (?).
- Lições de Estética. Rio de Janeiro: Studio Dearte, 1968.

## Repercussões
Conforme descreve a Biblioteca Virtual de Literatura, em 1931 escreveu a primeira comédia para o ator Procópio Ferreira, com o título O Bobo do Rei, considerada pela crítica como o início do teatro social no Brasil, e tal foi a sua repercussão que recebeu o prêmio de teatro da Academia Brasileira de Letras em 1932. 
Deus lhe Pague 1932 foi representada pela primeira vez no Teatro Boa Vista, em São Paulo, no dia 30 de dezembro, pela Companhia Procópio Ferreira. Em 15 de junho de 1933 era representada no Teatro Cassino Beira-Mar, no Rio de Janeiro. O sucesso foi instantâneo, todas as companhias brasileiras passaram a ter Deus lhe pague em seus repertórios. Vertida para o castelhano, por José Siciliano e Roberto Talice, foi representada em Buenos Aires, simultaneamente, em quatro teatros. 
Em 1936 Deus lhe Pague foi incluída no repertório das companhias de todos os países latino-americanos. Na Universidade de Baltimore, nos Estados Unidos, a peça foi adotada como livro auxiliar para os estudantes de língua portuguesa, tendo sido então representada, pelos alunos, não só naquela instituição como na Academia Militar de West Point. Em 1935 Procópio Ferreira alcançou grande sucesso com as representações da peça em Lisboa; em 1947 foi representada em Madri e em todo o interior da Espanha, em tradução do marquês Juan Inacio Luca de Tena. Essa peça foi vertida para muitos idiomas, inclusive o polonês, hebraico, iídiche e japonês, e constituiu, ainda, o maior sucesso de livraria da literatura teatral. Em vida do autor, alcançou, no Brasil, trinta edições, cinco em Portugal, três na Argentina, duas no Chile e nos Estados Unidos e uma em diversos outros países.

## Curiosidades
- Procópio contou em uma de suas entrevistas que Joracy escrevia seus textos em imensos rolos de papel. Ao lhe enviar o texto da peça Deus lhe Pague, o título era diferente (algo como Uma esmola, pelo amor de Deus!). Procópio achou o título muito grande e sugeriu a mudança para aquele a qual ficou conhecida a peça.
- Em Lisboa foi representada de 8 de Março a 29 de Maio de 1935, com encenação de Lucília Simões.    Não terá sido por milagre, embora pareça, que a Censura autorizou, em 1935, a exibição em Portugal desta peça. Para além de Procópio Ferreira (nome artístico de João Álvaro de Jesus Quental Ferreira, filho de pais portugueses da Ilha da Madeira, trouxe esta, e outras peças, ao Teatro do Ginásio, em Lisboa, onde era empresário Erico Braga)  Com Procópio Ferreira não vieram os seus actores. Ficou ao encargo da Empresa do Teatro do Ginásio a constituição do elenco que haveria de acompanhar aquele famoso artista. Participaram  Alexandre de Azevedo, Ester Leão, depois Maria Sampaio, Hermínia Tavares, Tarquínio Vieira, José Gamboa, posteriormente substituído por Luiz de Campos, e Rosina Rego.  No Diário de Lisboa, N.L. (Norberto Lopes) escreve que “Tarquínio Vieira desenhou um bom tipo de industrial antipático e pouco escrupuloso.”  É ponto assente que só voltou aos palcos em Julho de 1949, com outro elenco, no Teatro Variedades de Lisboa, mas “em 1935 “Deus lhe pague” era apresentado com todo o vigor mental e verbal que lhe comunicara o seu autor – vêmo-lo agora barbeado, escanhoado de algumas das suas mais irónicas e expressivas imagens”, segundo o crítico M.A. refere, a 2 de Julho, no Diário de Lisboa. Claro que é fácil perceber quem terá sido o "Barbeiro".